# Amblyseius filicinae
Amblyseius filicinae är en spindeldjursart som beskrevs av Wolfgang Karg 1998. Amblyseius filicinae ingår i släktet Amblyseius och familjen Phytoseiidae. Inga underarter finns listade i Catalogue of Life.